# Kerk van het Heilige Kruis
De Kerk van het Heilige Kruis of Kerk van Aghdamar (Armeens: Սուրբխաչ, Surb Chatsj) is een Armeens-orthodoxe kerk op het eiland Akdamar in het Vanmeer in Oost-Anatolië (Turkije). De kerk is een van de mooiste voorbeelden van Armeense architectuur en mede vanwege de fraaie ligging een van de belangrijke toeristische trekpleisters in Oost-Anatolië. Recentelijk heeft de Turkse staat de kerk gerestaureerd en vervolgens heropend als een museum. Dit leidde tot heftige debatten en veel internationale kritiek.

## Geschiedenis
Het kerkgebouw werd gebouwd onder koning Gagik Artzruni tussen 915 en 921, die het eiland Aghdamar verkoos als een van zijn residenties. Het enige gebouw dat dateert van die periode is de kathedraal. Later, tot 1915, vormde de kathedraal deel van een kloostercomplex waarvan de resten nog te zien zijn ten zuiden van de kerk.
Tussen 1116 en 1895 bevond zich op het eiland de zetel van de Armeense catholicos van Aghdamar. De laatste catholicos van Aghdamar stierf in 1895. Tijdens de Armeense Genocide in 1915 werden de monniken van Aghdamar vermoord, de kerk werd geplunderd en de kloostergebouwen verwoest. Het katholikaat van Aghdamar werd op 10 augustus 1916 per decreet van de Ottomaanse overheid opgeheven. Als gevolg van de genocide raakte de kerk in onbruik en verval.
Toen de schrijver en journalist Yaşar Kemal het eiland in 1951 bezocht, ontdekte hij dat de overheid opdracht had gegeven om de kerk te slopen. Hij gebruikte zijn contacten om de voorgenomen vernietiging te beletten en de sloop werd onmiddellijk stopgezet. In de jaren 50 van de 20e eeuw werd het eiland gebruikt als militair oefenterrein.
Het kerkgebouw bevat bekende voorbeelden van middeleeuwse Armeens-christelijke kunst. Reliëfs op de buitenmuren laten Bijbelse voorstellingen zoals het verhaal van Adam en Eva, Jona en de walvis en David en Goliath zien.

## Vandalisme en verval
De leegstaande kerk stond na 1915 bloot aan ernstige vormen van vandalisme. De gedecoreerde stenen balustrade van de koninklijke galerij verdween en vergelijkingen met foto's van voor 1914 laten schade zien aan de bas-reliëfs. De chatsjkar van catholicos Stefanos van 1340 was door het afhakken van grote delen van het snijwerk in 1956 zwaar verminkt. Van een andere chatsjkar uit 1444 restte slechts het onderste deel, terwijl het nog intact was toen het werd gefotografeerd in 1911. Een 19e-eeuwse tombe, nog intact in 1956, was later in stukken geslagen. Sinds de opkomst van het toerisme onderkent de staat het belang van de kerk als monument.

## De restauratie
Tussen 2005 en 2007 onderging het kerkgebouw een controversiële restauratie. De restauratie werd gefinancierd door het Turkse Ministerie van Cultuur. Het stenen kruis dat ooit boven op de torenspits stond, werd niet teruggeplaatst, maar op verzoek van geestelijk leiders van de Armeense diaspora vervangen met een nieuw gulden kruis. Over de plaatsing van het kruis was enige discussie in de Turkse politiek, maar vlak na de restauratie werd hij er toch op geplaatst. De kerk werd bovendien heropend als museum; de overheid weigerde het gebouw als kerk te heropenen. Voor de restauratie was door de overheid een budget vastgesteld van 2 miljoen Nieuwe Turkse lira (ongeveer 1,4 miljoen Amerikaanse dollar).

## De aankondiging om de kerk te heropenen als museum
De aankondiging in 2006 van de Minister van Cultuur en Toerisme Atilla Koç om de kerk uitgerekend op 24 april 2007 de kerk te heropenen als museum deed veel stof opwaaien. Op deze dag begon in 1915 de genocide op de Armeense bevolking met de arrestatie en deportatie van Armeense intellectuelen. Tegenwoordig worden jaarlijks de slachtoffers van de genocide op 24 april herdacht. Na forse kritiek koos de minister een nieuwe datum: 11 april. Maar volgens de oude Armeense kalender stemt deze datum overeen met 24 april. De journalist Hrant Dink hekelde in zijn artikelen de keuze van de overheid voor deze data en beschuldigde de Turkse overheid van manipulatieve bedoelingen.
Op 19 januari 2007, de dag dat hij in Istanboel vermoord werd door een Turkse nationalist, publiceerde hij een artikel waarin hij de inauguratie van het gerestaureerde kerkgebouw een “komedie” noemde. Hrant Dink:

De overheid is nog steeds niet in staat een correcte benadering te formuleren inzake de “Armeense kwestie”. Het doel is niet het oplossen van een probleem, maar om punten te verzamelen zoals een worstelaar dat doet in een wedstrijd. Hoe en wanneer het de juiste beweging moet maken om de tegenstander te verslaan. Dat is het enige wat er toe doet. (...) Men roept Armeense historici op om te discussiëren over de geschiedenis, maar zet de eigen intellectuelen met een onorthodoxe mening over de Armeense Genocide onder druk. De staat herstelt een Armeense kerk in het zuidoosten, maar denkt alleen: “hoe kan ik dit gebruiken voor politiek gewin in de wereld, hoe kan ik dit verkopen?”

De moord op Dink schokte veel Turken. Het gevolg van de moord was dat het artikel van Dink over de Heilig Kruiskerk vele malen werd herdrukt en door een veel breder publiek gelezen. Waarschijnlijk is dat ook de reden waarom men de datum voor de opening opnieuw verplaatste, maar nu naar een neutrale datum: 29 maart 2007.

## De opening
Op 29 maart 2007 werd het gerestaureerde gebouw met veel Turks vlagvertoon en een portret van Atatürk heropend. De Turkse regering maakte van de gelegenheid gebruik om flink uit te pakken en had een groot aantal uitnodigingen verstuurd voor de bijwoning van de ceremonie. Desondanks viel het aantal hoogwaardigheidsbekleders tegen. Het hoofd van de Armeense kerk, catholicos Karekin II, liet het afweten en de hoogste afgevaardigde van de Armeense delegatie was slechts een staatssecretaris, zodat de Turkse premier Erdoğan ervoor koos ook maar thuis te blijven.
De gouverneur van Van, Özdemir Çakacak, omschreef de restauratie als een toonbeeld van het Turkse respect voor geschiedenis en cultuur. Maar critici argumenteerden dat de Turkse naam van het museum zou doen voorkomen alsof het hier ging om een Turks monument in plaats van een Armeense kerk. De weigering om de Armeense gemeenschap ten minste eenmaal per jaar het recht te gunnen om er een kerkdienst te houden, zoals men had verzocht, en de enorme Turkse vlag die over het eiland wapperde suggereerden dat het hele project trekken kreeg van turkificatie. Zo zou het initiatief om de kerk te restaureren niet meer dan een mediastunt zijn.
De columnist Cengiz Çandar beschreef in de "Hürriyet" de tactiek van de Turkse overheid als een voortdurende “culturele genocide”.

Men renoveert een historische kerk en vindt vervolgens absurde redenen om er geen kruis op te plaatsen. Wie gelooft dan nog dat je seculier bent, of dat je “respect voor alle religies” toont, of dat je een alliantie van beschavingen vertegenwoordigt tegenover de botsing van beschavingen? Wat men doet is eenvoudig culturele genocide te noemen.

Hij plaatste het geven van een Turkse naam aan een Armeense kerk in een breder overheidsprogramma van het vervangen van Armeense namen van historische plaatsen door Turkse namen en noemde de (aanvankelijke) weigering om een kruis te plaatsen op de kerk symptomatisch voor de religieuze intolerantie in Turkije.
De restauratie van de kerk werd door politieke figuren regelmatig gebruikt om het blazoen van Turkije op te poetsen. Toen een aantal Turkse intellectuelen zich in 2008 in een petitie aan Armeniërs verontschuldigden voor de ontkenning van de grote catastrofe van 1915, reageerde premier Erdogan woedend dat Turkije zich voor niets had te verontschuldigen. In dit verband noemde de premier uitdrukkelijke de restauratie van Aghdamar en dat de Turkse republiek de deuren van een Armeense kerk opende voor de gehele wereld. De premier vergat in zijn verdediging dat er niet een kerk werd geopend, maar een museum.
De binnenlandse en buitenlandse kritiek sorteerden echter wel effect. In 2009 werd bekend dat een kruis mocht worden geïnstalleerd op de kerk en dat het museum eenmaal per jaar zou worden geopend voor een christelijke eredienst.

## De eerste kerkdienst
Toen bekend werd dat er ook een kerkdienst werd toegestaan in het Sümelaklooster bij Trabzon verscherpte het debat zich verder en begonnen nationalistische Turken zich in de kwestie te mengen. De extreem nationalistische partijen MHP (Milliyetçi Hareket Partisi) en BBP (Büyük Birlik Partisi) mobiliseerden hun achterban tegen de “invasie” van de Armeense en Griekse diaspora. Er werden demonstraties georganiseerd en de nationalistische pers lanceerde een campagne tegen het toestaan van kerkdiensten. De krant Yeniçağ publiceerde een fel protest onder de titel “Armeense mis op verkrachtingseiland” en beweerde dat Aghdamar een plaats was waar Armeense milities in de Eerste Wereldoorlog Turkse vrouwen hadden verkracht.
Op zondag 19 september 2010 werd voor het eerst in bijna een eeuw tijd weer een dienst gehouden in de Kerk van het Heilige Kruis. Deze gebeurtenis trok veel Armeniërs naar Aghdamar, maar ook Turken en Koerden. Het kruis was echter (ondanks toezeggingen) nog steeds niet teruggeplaatst op de kerk, hetgeen voor veel Armeniërs buiten Turkije reden was om de eredienst alsnog te boycotten. De patriarch van de Armeens Katholieke Kerk beschuldigde Turkije ervan met deze kerkdienst de discussie over de Armeense Genocide te verdoezelen. Daarop lieten de katholieke leiders weten de kerkdienst te zullen boycotten.
Na de kerkdienst kwamen honderden moslims bijeen te Ani naar aanleiding van een oproep van de grootste nationalistische partij. De vrijdaggebeden werden, als antwoord op de kerkdienst in de Aghdamarkerk, gehouden in een in 1054 tot moskee verbouwde Armeense kathedraal.